# Століття Мопассана. Повісті та розповіді XIX століття
«Століття Мопассана. Повісті та розповіді XIX століття» (фр. Au siècle de Maupassant: Contes et nouvelles du XIXème siècle) – французький телесеріал-антологія, складається з 16 самостійних фільмів, знятих у 2009-2010 роках телеканалом France 2.

## Сюжетна композиція
Телесеріал, в якому була відтворена атмосфера Франції дев’ятнадцятого століття, складається з 4 сезонів. В основі фільмів лежать повісті, розповіді, п’єси та романи французьких письменників та драматургів XIX століття таких, як Віктор Гюго, Оноре де Бальзак, Еміль Золя, Еміль Габоріо, Альфонс Доде, Жуль Ренар, Жуль Барбе д’Оревільї, Альфред Делакур, Гастон Леру, Ежен Лабіш, Октав Мірбо, Анатоль Франс, Жіп, Ежен Шаветт, Альфонс Алле, Жорж Фейдо, та Жорж Куртелен. Екранізація фільмів є досить близька до літературних творів письменників.

## Список серій
| Дата виходу            | Автор                       | Українська назва                                      | Оригінальна назва                | Режисер             | Актори                                           |
| Перший сезон (2009)    | Перший сезон (2009)         | Перший сезон (2009)                                   | Перший сезон (2009)              | Перший сезон (2009) | Перший сезон (2009)                              |
| ---------------------- | --------------------------- | ----------------------------------------------------- | -------------------------------- | ------------------- | ------------------------------------------------ |
| 10 березня 2009        | Ежен Лабіш, Альфред Делакур | «Скарбничка»                                          | «La Cagnotte»                    | Філіпп Моньє        | Марі-Анн Шазель, Едді Мітчелл, Філіпп Шевальє    |
| 17 березня 2009        | Жуль Барбе д’Оревільї       | «Кримінальне щастя»                                   | «Le Bonheur dans le crime»       | Дені Манваль        | Марі Кремер, Дідьє Бурдон, Грегорі Деранжер      |
| 24 березня 2009        | Оноре де Бальзак            | «Будинок кішки, яка грає м’ячем»                      | «La Maison du chat-qui-pelote»   | Жан-Данієль Верхог  | Арієль Домбаль, Мелані Берньє, Рафаель Персонна  |
| 31 березня 2009        | Віктор Гюго                 | «Клод Гьо»                                            | «Claude Gueux»                   | Олів’є Шацкі        | Тома Шаброль, Самуель Ле Біан, Робінсон Стевенен |
| Другий сезон (2009)    |                             |                                                       |                                  |                     |                                                  |
| 25 вересня 2009        | Еміль Габоріо               | «Старий з вулиці Батіньоль» («Батіньольський старий») | «Le petit vieux des Batignolles» | Клод Шаброль        | П’єр Ардіті, Мануель Ле Льєвр, Ізабель Рено      |
| 2 жовтня 2009          | Еміль Золя                  | «За ніч кохання»                                      | «Pour une nuit d’amour»          | Жерар Журдюї        | Матільда Мей, Тьєррі Фремон, Цілла Шелтон        |
| 9 жовтня 2009          | Жорж Куртелен               | «Бубурош»                                             | «Boubouroche»                    | Лоран Ейнеман       | Жюлі Депардьє, Бруно Пуцуло, Роже Дюма           |
| 16 жовтня 2009         | Альфонс Доде                | «Три малі меси»                                       | «Les trois messes basses»        | Жак Сантамарія      | Патрік Боссо, Гійом Карко, Крістіан Божо         |
| Третій сезон (2010)    |                             |                                                       |                                  |                     |                                                  |
| 24 березня 2010        | Гастон Леру                 | «Зачароване крісло»                                   | «La fauteufeuil hanté»           | Клод Шаброль        | Мішель Дюшоссуа, П’єр Верньє                     |
| 24 березня 2010        | Жуль Ренар                  | «Дармоїд»                                             | «L’écornifleur»                  | Жан-Шарль Таккелла  | Лоран Стокер, Бруно Тодечіні, Марі Бюнель        |
| 31 березня 2010        | Жіп                         | «Весілля Шиффон»                                      | «Le mariage de Chiffon»          | Жан-Даніель Верхог  | Кріста Тере, Іпполіт Жирардо, Крістіана Міллє    |
| 31 березня 2010        | Октав Мірбо                 | «Дворянин»                                            | «Un gentilhomme»                 | Лоран Ейнеман       | Даніель Руссо, Янік Реньє                        |
| Четвертий сезон (2010) |                             |                                                       |                                  |                     |                                                  |
| 27 жовтня 2010         | Ежен Шаветт                 | «Улюбленець консьєржа»                                | «Aimé de son concierge»          | Олів’є Шацкі        | Роман Борінже, Ерік Каравака                     |
| 27 жовтня 2010         | Жорж Фейдо                  | «Проносне для малюка»                                 | «On purge bébé»                  | Жерар Журдюї        | Ізабель Нанті, Філіпп Торретон                   |
| 3 листопада 2010       | Альфонс Алле                | «Дело Блеро»                                          | «L’Affaire Blaireau»             | Жак Сантамарія      | Крістоф Алевек, Домінік Піньон                   |
| 3 листопада 2010       | Анатоль Франс               | «Кренкебіль»                                          | «Crainquebille»                  | Філіпп Моньє        | Жан-Франсуа Стевенен, Мартін Ламотт              |